# Brocton (Nueva York)
Brocton es una villa ubicada en el condado de Chautauqua en el estado estadounidense de Nueva York. En el año 2000 tenía una población de 1,547 habitantes y una densidad poblacional de 345 personas por km².

## Geografía
Brocton se encuentra ubicada en las coordenadas 42°23′32″N 79°26′41″O / 42.39222, -79.44472.

## Demografía
Según la Oficina del Censo en 2000 los ingresos medios por hogar en la localidad eran de $27,500, y los ingresos medios por familia eran $36,328. Los hombres tenían unos ingresos medios de $27,059 frente a los $22,214 para las mujeres. La renta per cápita para la localidad era de $13,901. Alrededor del 13.2% de la población estaba por debajo del umbral de pobreza.